# IC 1157
IC 1157 је спирална галаксија у сазвјежђу Змија која се налази на листи објеката дубоког неба у Индекс каталогу.
Деклинација објекта је + 15° 31' 36" а ректасцензија 16h 0m 56,2s. Привидна величина (магнитуда) објекта IC 1157 износи 14,8 а фотографска магнитуда 15,7. IC 1157 је још познат и под ознакама MCG 3-41-31, CGCG 108-47, KUG 1558+156, PGC 56680.